# حسين الطنطاش
حسين الطنطاش (بالتركية: Hüseyin Altıntaş) هو لاعب كرة قدم تركي في مركز حراسة المرمى، ولد في 11 سبتمبر 1994 في دنيزلي في تركيا. لعب مع دينيزلي سبور.

## وصلات خارجية
- حسين الطنطاش على موقع اتحاد تركيا (لاعب) (الإنجليزية)
- حسين الطنطاش على موقع قاعدة بيانات كرة القدم.إي يو (الإنجليزية)
- حسين الطنطاش على موقع Soccerway.com (الإنجليزية)
- حسين الطنطاش على موقع عالم كرة القدم.نت (الإنجليزية)